# Săedinenie (ort)
Săedinenie (bulgariska: Съединение) är en ort i Bulgarien.   Den ligger i kommunen Obsjtina Săedinenie och regionen Plovdiv, i den centrala delen av landet, 110 km öster om huvudstaden Sofia. Săedinenie ligger 203 meter över havet och antalet invånare är 6 427.